# Optiker

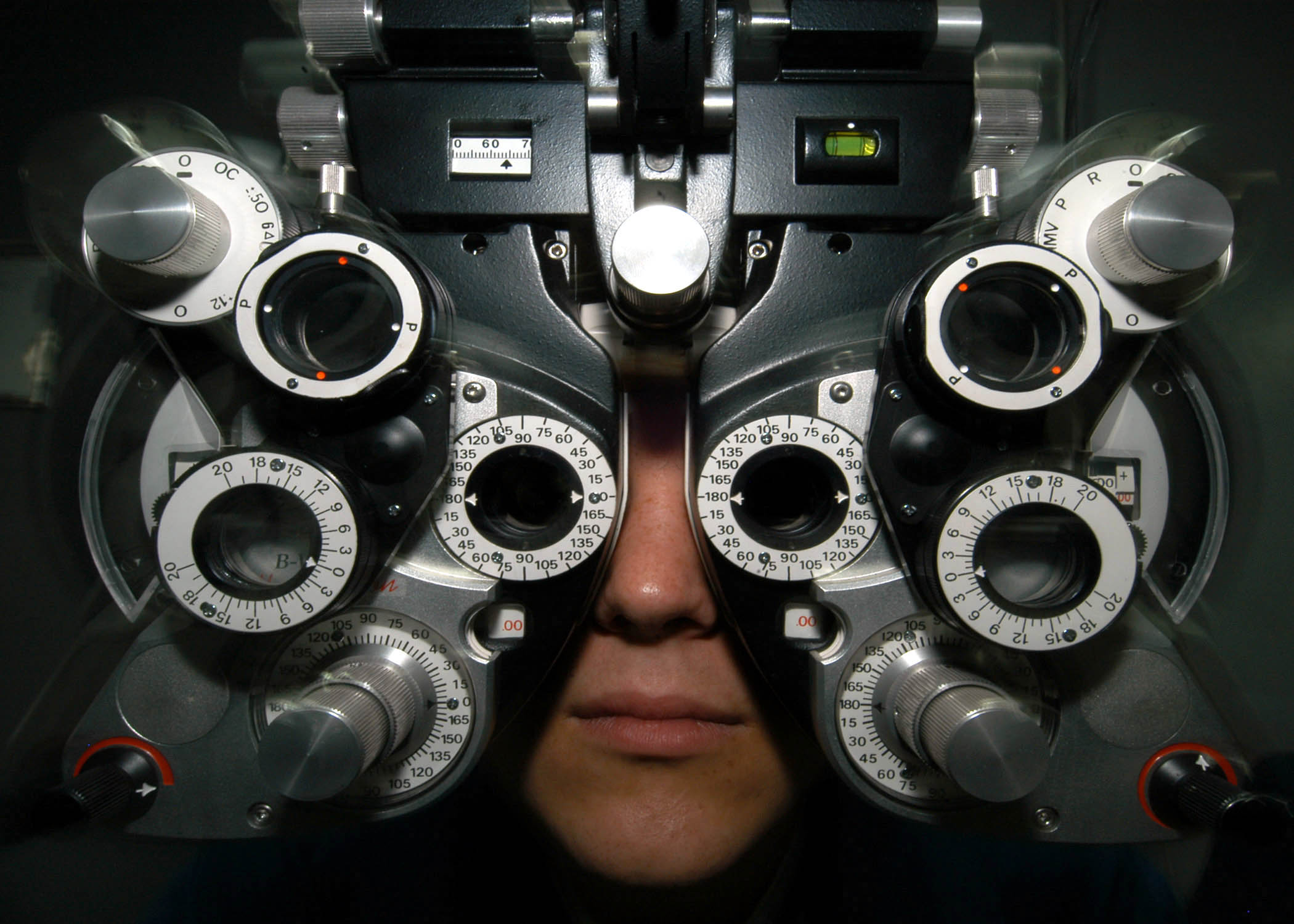
Foropter, instrument för synkontroll

Optiker är en skyddad yrkestitel för personer med särskilda kunskaper om människans ögon, syn, synsystem och perception.

## Optiker
En optiker är i Sverige sedan hösten 1994 en högskoleutbildad person med legitimation från Socialstyrelsen. Personen undersöker ögon- och synfunktion, och ordinerar synhjälpmedel, som glasögon och kontaktlinser som ska kompensera synfel beroende på funktions- eller brytningsfel, samt kan vid behov remittera vidare till läkare. Genom legitimationen tillhör optiker hälso- och sjukvården, och är skyldig att lyda Socialstyrelsens särskilda författningar gällande optiker. Titeln optiker är sedan 2006 en skyddad yrkestitel.

## Optometrist
En optometrist är i Sverige en optiker med särskild efterutbildning med inriktning och omfattning definierad av Socialstyrelsen med behörighet att rekvirera och hantera vissa läkemedel (rekvisitionsrätt). En optometrist är således en optiker med specialistkompetens inom okulär farmakologi, ögats sjukdomar, barns syn och synutveckling, samt neurologiska förändringar som påverkar synen. Endast optometrister har rätt att rekvirera och hantera läkemedel som används i samband med undersökning av synen. Genom legitimationen tillhör optometristen hälso- och sjukvården, och är skyldig att lyda Socialstyrelsens särskilda författningar gällande optiker. 
Utbildning till optometrist i Sverige finns idag (2019) vid Karolinska Institutet.

## Optikerassistent
En optikerassistent i Sverige jobbar tillsammans med optiker och optometrister. Optikerassistenten arbetar oftast i optikbutiker och kan också kallas för "säljare inom optikbranschen". I de sedvanliga arbetsuppgifter kan det ingå att utföra förundersökningar, packa upp glasögon, justera glasögon, utföra reparationer samt administrativt arbete som att svara i telefon och boka besökstider. I arbetet ingår också att visa glasögonbågar till kunder som varit hos en optiker, optometrist eller ögonläkare, slutföra försäljningen av glasögon, göra beställningar samt lämna ut glasögon och linser. Även kontaktlinsträning (att lära sig hantera kontaktlinser) ingår ofta i optikerassistentens arbetsuppgifter.
I Sverige kan man utbilda sig till Optikerassistent vid Folkuniversitetet i Uppsala, vid TUC yrkeshögskola i Jönköping och vid Norrtälje Optikcentrum i Norrtälje.

## Sverige
I Sverige finns sedan hösten 1994 en högskoleutbildning.
Högskoleutbildning till optiker finns (2019) vid Karolinska Institutet i Stockholm och Linnéuniversitetet i Kalmar, där KI även har utbildning till optometrist.
Den legitimerade optikern är skyldig att fortbilda sig. De flesta verksamma legitimerade optiker är medlemmar av Optikerförbundet.